# York Bowen
Edwin York Bowen (født 22. februar 1884 i London England, død 23. november 1961) var en engelsk komponist og pianist.
Bowen var nok mest kendt som klaverkomponist og pianist. Han skrev fire klaverkoncerter, og en del klaverstykker, som han selv uropførte.
Han skrev også fire symfonier, (hvoraf 3 & 4 symfoni er gået tabt eller ufuldendt), og en del orkesterværker, sange, solo stykker for mange instrumenter etc.
Bowen skrev i en romantisk, men personlig stil inspireret af Sergei Rachmaninov, Edward Grieg, Frédéric Chopin og Peter Tjajkovskij.

## Eksterne kilder og henvisninger
- Artikler og anmeldelser
- Beecham, Gwilym, ‘Music of York Bowen (1884-1961): A Preliminary Catalogue’, Musical Opinion, 107 (1984), 313-315
- Gray-Fisk, Clinton, ‘Pen Portrait: York Bowen’, Musical Times, 98/1378 (1957), 664-665
- Watson, Monica, York Bowen: A Centenary Tribute (London, Thames, 1984)

## Udvalgte værker
- Symfoni nr. 1 (i G-mol) (1901) - for orkester
- Symfoni nr. 2 (i E-mol) (1912) - for orkester
- Symfoni nr. 3 (i E-mol) (1951) (tabt) - for orkester
- Symfoni nr. 4 (i G-dur) (1954) (ufuldendt) - for orkester
- 4 Klaverkoncerter (1903, 1905, 1907, 1929) - for klaver og orkester